# Coll de les Cordes
El Coll de les Cordes és un coll de muntanya de 869,2 m alt dels Pirineus a cavall del terme comunal vallespirenc de Morellàs i les Illes i del municipal alt-empordanès de Maçanet de Cabrenys. És a l'extrem sud-oest del terme comunal de Morellàs i les Illes i al nord-est del de Maçanet de Cabrenys, a prop i a llevant del Salt de l'Aigua. Hi passa, molt emboscat, el camí vell de les Illes a Maçanet de Cabrenys.